# قرية الفيتنام (المغرب)
هي قرية مغربية تقع بنواحي جماعة عامر بسيدي يحي الغرب طبقا للتقسيم الإداري الغرب شراردة بني حسين.

## أصل التسمية
يطلق السكان المحليون، على أهل «القرية الفيتنامية» بقرية الشينوا أو حسب اللهجة المحلية «دوار الشينوا»، تعني «قرية أو دائرة الصينيين» وتعني كلمة دوار التجمع السكني ببادية ما في التقسيم الإداري المغربي، أما «شينوا» فهي كلمة محرفة عن الصينيين من "China". فكل الآسيويين من شرق آسيا أو جنوب شرق آسيا في العالم القروي المغربي هم «شينوا» صينيون.

## الخلفية التاريخية
في عام 1950، جندت فرنسا، التي كانت تحتل المغرب آنذاك، عددا كبيرا من الشباب كجنود، تحت طائلة الحاجة والجوع من مستعمراتها، لتزج بهم في حروبها العسكرية، كما زجت بزنوج إفريقيا جنوب الصحراء في حربي استقلال المغرب وتونس، زجت كذلك بالمغاربيين في الحرب العالمية الثانية، وفي حروبها بمنطقة الهند الصينية. خاصة معركة «دان بيان فو» في فيتنام التي جرت عام 1954.
قبل أن ينضم أغلبهم إلى الفيتناميين في حرب الفيتنام، خصوصا عندما اندلعت حرب الاستقلال في المغرب، وجد هؤلاء المغاربة أنفسهم مع الفيتناميين ضد الفرنسيين، على الرغم من أنهم ذهبوا إلى تلك البقاع البعيدة جدا عن المغرب، تحت علم و زي وشارة عسكرية فرنسية.

وتعرف منطقتهم بمعلمة تاريخية شاهدة على فصول الحرب، ما زالت متواجدة إلى يومنا هذا، تسمى بباب المغاربة في فيتنام، وهي تشبه في تصميمها المعماري باب السفراء. وهي معلمة تقع في قرية «بافي ها طاي» شمال العاصمة الفيتنامية هانوي.
وباب المغاربة (فيتنام) هو باب بناه المجندون المغاربة الذين انضموا إلى القوات الفيتنامية. بعد صعوبة الرجوع إلى المغرب قدّر لهم الاستقرار في هذه المنطقة والاندماج مع السكان المحليين، وتأسيس أسر لهم في قرية «بافي ها طاي» شمال هانوي.

## الرجوع إلى أرض الوطن
بعد انتهاء حرب الفيتنام وجد المغاربة أنفسهم عالقين في الفيتنام. ولصعوبة الظروف السياسية وتكنولوجيا المواصلات آنذاك، استقروا في الفيتنام وتزوجوا بفيتناميات وأنجبوا أبناءا بملامح فيتنامية، نصفهم مغربي والنصف الثاني فيتنامي. فملامح الأبناء فيتنامية، وحتى الجيل الثالث انتقلت إليه نفس الملامح الفيتنامية الآسيوية.

بقي هؤلاء المحاربون المغاربة في الفيتنام إلى غاية 1972، عندما قرر المغرب في عهد الملك الحسن الثاني مساعدتهم وذويهم من يقرر منهم العودة وأسرهم إلى المغرب. كان العدد العائد إلى المغرب حوالي 85 أسرة.
اقترح عليهم الملك الحسن الثاني إما توفير وظائف لهم في مناطقهم الأصلية، وإما منحهم أراضي زراعية خصبة بغرب المغرب بمنطقة الغرب شراردة بني حسين. فضّل الكثير منهم مقترح الأرض الفلاحية نظراً لخلفياتهم الفلاحية قبل الرحيل، وأيضا لاندماجهم بقرية ريفية فيتنامية تعتمد على النشاط الفلاحي كذلك، أو ربما لارتباط اللاوعي بعد سنوات الحرب والغربة بمهوم الأرض رغم أن الاقتراح الأول أكثر حظا وجاذبية في مفهوم العلاقات الاجتماعية المغربية.
كبر الأبناء، وأصبح لهم أحفاد، وحتى الأحفاد تزوجوا إما من مغاربة قرى مجاورة أو من داخل نفس القرية، فالزوجات جميعهن فيتناميات في تلك القرية، تمكنّ من إنشاء أسر متماسكة وناجحة رغم الصعوبات المختلفة مع بيئتهن الجديدة والمختلفة، أغلبهم يتحدثن شيئا من العربية، بينما الآباء فقد عادوا وهم يتقنون اللغة الفيتنامية، والأبناء والأحفادك لا زالوا يتحدثونها كذلك بطلاقة، خاصة الذين ولدوا في دولة فيتنام.

## الهوية وإشكالية الاندماج
نجحت الأسر القادمة من فيتنام في الاندماج الفوري مع ساكنة القرى الفلاحية المجاورة، خلافا لما يمكن أن يتبادر للزائر في الوهلة الأولى.
يصرح أحد المرافقين في زيارة إعلامية الذي صرح من داخل منزل أسرة العلام، أحد العائدين من فيتنام، بتلقائية «الله اعمرها دار.. ناس معقولين، وجيران مزيانين». أي بمعناه هؤلاء أناس كالمنازل المبنية على أسس، جديون ودغريون وجورتهم طيبة.
جلّ القاطنين بجوارهم تعودوا على زيارتهم بين الفينة والأخرى، والتعاون على الأشغال الفلاحية كلما سنحت لهم الفرصة بذلك.
يشاركون القرى المجاورة في أعمالهم الخيرية «لقد ساهموا في بناء مسجد دوار الصفاري، دون تردد.. من خلال هبات وأموال» تشبعوا بعادات المغاربة في أفراحهم وأحزانهم وارتبطوا بعلاقات مصاهرة مع ساكنة القرى المجاورة ومدينة سيدي يحيى الغرب، أفرز تعددا ديموغرافيا موزعا على المناطق المحيطة، حيث يبدي السكان المحليون نوعا من الارتياح للمصاهرة بينهم.
أم بالنسبة مايلاحظ على الجيل الثاني والثالث – حسب الشهادات – «فقد غادروا القرية إلى مدن كبرى كالرباط والدار البيضاء.. وبعضهم إلى بلدان أروبية بغرض العمل أو إتمام الدراسة.

## أنشطة اقتصادية
برز نشاطهم الفلاحي وميلهم إلى حياة الإستقرار مع تفوق أبنائهم في الدراسة، كما ساهم الكثير منهم في الاستثمار في مطاعم تتخصص في الطبخ الآسيوي، خاصة في المدن السياحية الكبرى، ومنها مطاعم ناجحة في الرباط والدار البيضاء وفاس، وأكادير، حيث يصل عددها إلى 18 مطعما بالمغرب. بل انتقلت استثماراتهم رغم تواضع المجال والإمكانات إلى استثمارات بمدن عالمية حيث منهم من فتح مطعما آسيويا ناجحا بباريس.

## وصلات خارجية
- Forty Years of solitude : L’histoire de Marocains du Vietnam qui n’ont jamais vu leur pays
- الجزيرة الإنجليزية: وثائقي تحت عنوان Al Jazeera World - 40 Years of Solitude
- وثائقي نبيل عيوش
- شريط وثائقي لنبيل عيوش Les Enfants marocains du Viêtnam
- على موقع فيميو (فيديو) أطفال مغاربة الفيتنام

## مقالات متعلقة
- حرب الفيتنام
- فيتنام
- باب المغاربة (فيتنام)
- فيتناميون
- مغاربة
- المغرب
- الغرب شراردة بني حسين